# آدم سمول
آدم سمول (بالإنجليزية: Adam Small)‏ هو ملحن أمريكي، ولد في 1975 في Bridgewater Township, New Jersey ‏ في الولايات المتحدة.

## وصلات خارجية
- آدم سمول على موقع IMDb (الإنجليزية)